# 剑桥大学三一学堂

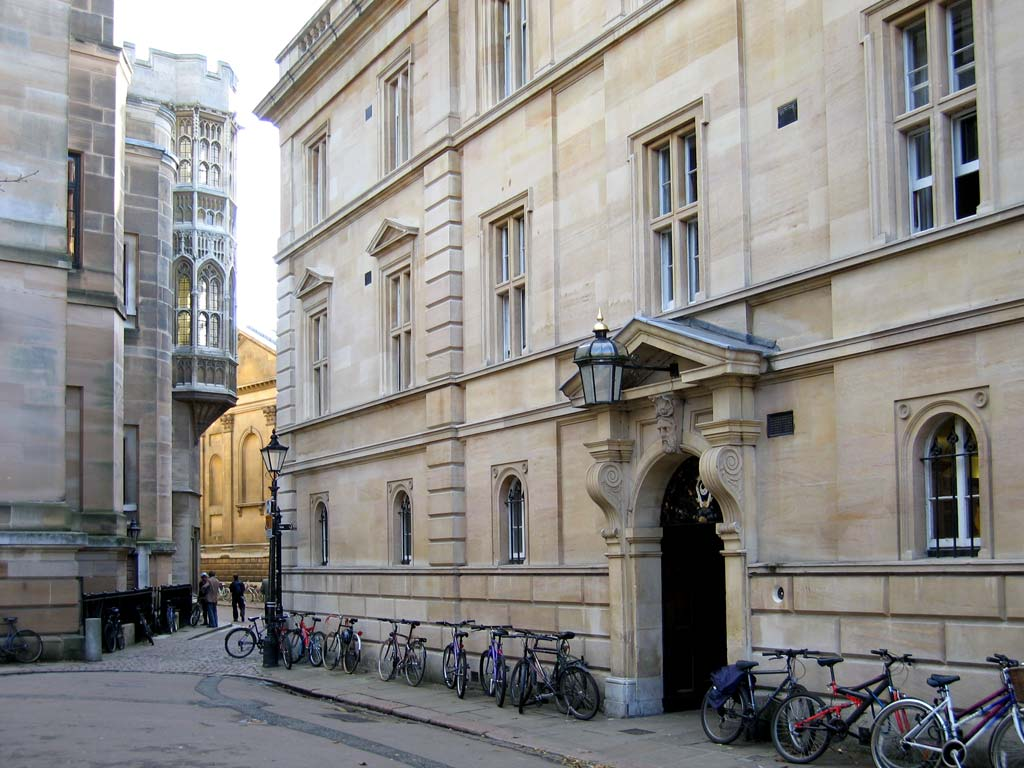
三一学堂

剑桥大学三一学堂（英語：Trinitiy Hall，又称剑桥大学三一堂学院）是劍橋大學其中一所學院，传统强项是法学。
學院建于1350年，排在1284年建立的彼得学院和1348年建立的岡維爾與凱斯學院等学院之后，是剑桥第五古老的学院。人们常将它与三一学院弄混淆，但实际上，它的历史远比1546年建立的三一学院悠久得多。
学院坐落于剑桥河畔，旁边是卡莱尔学院和岡維爾與凱斯學院，再往两边就是著名的国王学院和老对手三一学院。
知名校友有物理学家斯蒂芬·霍金。